# 陶伯河上游罗滕堡
陶伯河上游罗滕堡（德語：Rothenburg ob der Tauber，發音：[ˈʁoːtn̩bʊʁk ʔɔp deːɐ̯ ˈtaʊbɐ] ⓘ），简称罗滕堡（德語：Rothenburg），是德国巴伐利亚州中弗兰肯行政区安斯巴赫县的城市，面积41.67平方千米，2023年12月31日人口为11,385人。
罗滕堡以其保存完好的中世纪古城而闻名，吸引着来自世界各地的游客。其为德国南部的浪漫之路上的一站。如今，罗滕堡是德国仅存的四座仍保有完整城墙的城市之一，另外三座是同样位于巴伐利亚的讷德林根、丁克尔斯比尔和贝兴。
中世纪晚期至1803年，罗滕堡一直是帝国自由城市。1948年—1972年，陶伯河上游罗滕堡曾是一座非县辖城市，1972年之前也是陶伯河上游罗滕堡县的县治。

## 友好城市
- 法國 阿蒂斯蒙斯
- 俄羅斯 苏兹达尔
- 捷克 泰尔奇
- 義大利 蒙塔尼亚纳
- 日本 內子町